# 1. Bundesliga 1990-91
La 1. Bundesliga 1990-91 fue la 28.ª edición de la Fußball-Bundesliga, la mayor competición futbolística de Alemania Federal. Fue disputada por 18 equipos, entre el 8 de agosto de 1990 y el 15 de junio de 1991, siendo la última edición de la liga en la que participaron exclusivamente equipos de la antigua Alemania Federal, antes de la reunificación alemana.
Kaiserslautern se consagró campeón al vencer como visitante por 6-2 a Colonia en la última fecha. Fue la primera vez en la historia que el club se coronaba en la Bundesliga, así como la tercera vez que lo hacía en la primera división del país.

## Equipos
| Pos | Descendidos de 1. Bundesliga |
| --- | ---------------------------- |
| 17º | Waldhof Mannheim             |
| 18º | Homburgo                     |

| Pos | Ascendidos de 2. Bundesliga |
| --- | --------------------------- |
| 1º  | Hertha Berlín               |
| 2º  | Wattenscheid                |

| Equipo                   | Ciudad          | Estadio                  | Aforo  |
| ------------------------ | --------------- | ------------------------ | ------ |
| Bayer Leverkusen         | Leverkusen      | Estadio Ulrich Haberland | 20 000 |
| Bayer 05 Uerdingen       | Krefeld         | Estadio Grotenburg       | 34 500 |
| Bayern de Múnich         | Múnich          | Estadio Olímpico         | 70 000 |
| Bochum                   | Bochum          | Ruhrstadion              | 40 000 |
| Borussia Dortmund        | Dortmund        | Westfalenstadion         | 54 000 |
| Borussia Mönchengladbach | Mönchengladbach | Bökelbergstadion         | 34 500 |
| Colonia                  | Colonia         | Estadio Müngersdorfer    | 61 000 |
| Eintracht Fráncfort      | Fráncfort       | Waldstadion              | 62 000 |
| Fortuna Düsseldorf       | Düsseldorf      | Rheinstadion             | 59 600 |
| Hamburgo                 | Hamburgo        | Volksparkstadion         | 62 000 |
| Hertha Berlín            | Berlín          | Olympiastadion           | 76 000 |
| Kaiserslautern           | Kaiserslautern  | Estadio Fritz Walter     | 42 000 |
| Karlsruher               | Karlsruhe       | Wildparkstadion          | 50 000 |
| Núremberg                | Núremberg       | Estadio Municipal        | 64 238 |
| St. Pauli                | Hamburgo        | Estadio Wilhelm Koch     | 18 000 |
| Stuttgart                | Stuttgart       | Neckarstadion            | 72 000 |
| Wattenscheid             | Bochum          | Lohrheidestadion         | 15 000 |
| Werder Bremen            | Bremen          | Weserstadion             | 32 000 |

### Equipos porEstados federados
| Región                      | N.º | Equipos |
| --------------------------- | --- | --- |
| Renania del Norte-Westfalia | 8   | Bayer Leverkusen, Bayer 05 Uerdingen, Bochum, Borussia Dortmund, Borussia Mönchengladbach, Colonia, Fortuna Düsseldorf y Wattenscheid |
| Baden-Wurtemberg            | 2   | Karlsruher y Stuttgart |
| Baviera                     | 2   | Bayern de Múnich y Núremberg |
| Hamburgo                    | 2   | Hamburgo y St. Pauli |
| Berlín                      | 1   | Hertha Berlín |
| Bremen                      | 1   | Werder Bremen |
| Hesse                       | 1   | Eintracht Fráncfort |
| Renania-Palatinado          | 1   | Kaiserslautern |

## Sistema de competición
Los dieciocho equipos se enfrentaron entre sí bajo el sistema de todos contra todos a doble rueda, completando un total de 34 fechas. Las clasificación se estableció a partir de los puntos obtenidos en cada encuentro, otorgando dos por partido ganado, uno por empatado y ninguno en caso de derrota. En caso de igualdad de puntos entre dos o más equipos, se aplicaron, en el mencionado orden, los siguientes criterios de desempate:
1. Mejor diferencia de goles en todo el campeonato;
2. Mayor cantidad de goles a favor en todo el campeonato;
3. Mayor cantidad de puntos en los partidos entre los equipos implicados;
4. Mejor diferencia de goles en los partidos entre los equipos implicados;
5. Mayor cantidad de goles a favor en los partidos entre los equipos implicados.

Al finalizar el campeonato, el equipo ubicado en el primer lugar de la clasificación se consagró campeón y clasificó a los dieciseisavos de final de la Copa de Campeones de Europa 1991-92. Asimismo, los equipos que finalizaron el certamen en segundo, tercer, cuarto y quinto lugar clasificaron a los treintaidosavos de final de la Copa de la UEFA 1991-92, siempre y cuando ninguno de ellos hubiera obtenido un cupo a la Recopa de Europa 1991-92 como campeón de la Copa de Alemania 1990-91, en cuyo caso le trasladaría su plaza al equipo ubicado en la posición inmediatamente inferior.
Por otro lado, los equipos que ocuparon los últimos dos puestos de la clasificación —decimoséptima y decimoctava— descendieron de manera directa a la 2. Bundesliga, mientras que el decimosexto disputó la serie de play-offs de ascenso y descenso ante un equipo de dicha categoría.

## Clasificación
| Pos. | Equipo                   | Pts. | PJ | G  | E  | P  | GF | GC | Dif. | Clasificación 1991-92                          |
| ---- | ------------------------ | ---- | -- | -- | -- | -- | -- | -- | ---- | ---------------------------------------------- |
| 1    | Kaiserslautern (C)       | 48   | 34 | 19 | 10 | 5  | 72 | 45 | +27  | Dieciseisavos de final de la Copa de Campeones |
| 2    | Bayern Múnich            | 45   | 34 | 18 | 9  | 7  | 74 | 41 | +33  | Treintaidosavos de final de la Copa de la UEFA |
| 3    | Werder Bremen            | 42   | 34 | 14 | 14 | 6  | 46 | 29 | +17  | Dieciseisavos de final de la Recopa de Europa  |
| 4    | Eintracht Fráncfort      | 40   | 34 | 15 | 10 | 9  | 63 | 40 | +23  | Treintaidosavos de final de la Copa de la UEFA |
| 5    | Hamburgo                 | 40   | 34 | 16 | 8  | 10 | 60 | 38 | +22  | Treintaidosavos de final de la Copa de la UEFA |
| 6    | Stuttgart                | 38   | 34 | 14 | 10 | 10 | 57 | 44 | +13  | Treintaidosavos de final de la Copa de la UEFA |
| 7    | Colonia                  | 37   | 34 | 13 | 11 | 10 | 50 | 43 | +7   |                                                |
| 8    | Bayer Leverkusen         | 35   | 34 | 11 | 13 | 10 | 47 | 46 | +1   |                                                |
| 9    | Borussia Mönchengladbach | 35   | 34 | 9  | 17 | 8  | 49 | 54 | −5   |                                                |
| 10   | Borussia Dortmund        | 34   | 34 | 10 | 14 | 10 | 46 | 57 | −11  |                                                |
| 11   | Wattenscheid             | 33   | 34 | 9  | 15 | 10 | 42 | 51 | −9   |                                                |
| 12   | Fortuna Düsseldorf       | 32   | 34 | 11 | 10 | 13 | 40 | 49 | −9   |                                                |
| 13   | Karlsruher               | 31   | 34 | 8  | 15 | 11 | 46 | 52 | −6   |                                                |
| 14   | Bochum                   | 29   | 34 | 9  | 11 | 14 | 50 | 52 | −2   |                                                |
| 15   | Núremberg                | 29   | 34 | 10 | 9  | 15 | 40 | 54 | −14  |                                                |
| 16   | St. Pauli                | 27   | 34 | 6  | 15 | 13 | 33 | 53 | −20  | Promoción por la permanencia                   |
| 17   | Bayer 05 Uerdingen       | 23   | 34 | 5  | 13 | 16 | 34 | 54 | −20  | Descenso de categoría                          |
| 18   | Hertha Berlín            | 14   | 34 | 3  | 8  | 23 | 37 | 84 | −47  | Descenso de categoría                          |

Actualizado a los partidos jugados el 15 de junio de 1991.
 Fuente: DFB
1. ↑  Copa de Alemania (CC): Werder Bremen clasificó a los dieciseisavos de final de la Recopa de Europa como campeón de la Copa de Alemania 1990-91.

| Bundesliga                       |
|                                  |
| Campeón Kaiserslautern 3º título |

## Resultados
| Local \ Visitante        | BAL | BAY | BOC | BOD | BOM | COL | EFR | FOR | HAM | HER | KAI | KAR | NUR | STP | STU | UER | WAT | WER |
| ------------------------ | --- | --- | --- | --- | --- | --- | --- | --- | --- | --- | --- | --- | --- | --- | --- | --- | --- | --- |
| Bayer Leverkusen         | —   | 1–2 | 4–2 | 1–2 | 2–5 | 2–0 | 2–2 | 1–1 | 2–2 | 3–1 | 2–2 | 1–0 | 2–2 | 3–1 | 0–0 | 1–0 | 2–1 | 0–0 |
| Bayern Múnich            | 1–1 | —   | 2–2 | 2–3 | 4–1 | 2–2 | 2–0 | 0–1 | 6–1 | 7–3 | 4–0 | 3–0 | 1–0 | 0–1 | 2–1 | 2–2 | 7–0 | 1–1 |
| Bochum                   | 3–1 | 1–2 | —   | 2–2 | 3–0 | 1–0 | 0–0 | 0–0 | 0–1 | 4–2 | 0–2 | 0–1 | 0–0 | 3–0 | 1–1 | 0–2 | 0–0 | 1–2 |
| Borussia Dortmund        | 1–1 | 2–3 | 1–0 | —   | 1–1 | 1–2 | 0–3 | 1–1 | 1–1 | 3–1 | 0–2 | 2–2 | 0–2 | 5–2 | 0–3 | 1–0 | 2–2 | 1–1 |
| Borussia Mönchengladbach | 1–1 | 1–1 | 1–2 | 2–1 | —   | 2–2 | 1–1 | 2–0 | 1–1 | 2–0 | 2–2 | 2–1 | 2–0 | 1–1 | 2–0 | 1–1 | 1–1 | 1–1 |
| Colonia                  | 1–1 | 4–0 | 0–0 | 0–1 | 1–3 | —   | 2–1 | 1–1 | 1–0 | 2–1 | 2–6 | 0–0 | 3–1 | 2–0 | 1–6 | 3–1 | 1–1 | 1–0 |
| Eintracht Frankfurt      | 3–1 | 1–4 | 1–1 | 3–1 | 5–1 | 1–0 | —   | 5–1 | 0–6 | 5–1 | 4–3 | 3–0 | 0–1 | 1–1 | 4–0 | 4–0 | 4–0 | 0–0 |
| Fortuna Düsseldorf       | 0–2 | 1–2 | 3–4 | 0–0 | 4–1 | 0–2 | 1–0 | —   | 2–1 | 4–2 | 0–0 | 5–2 | 3–0 | 0–0 | 0–4 | 0–2 | 2–1 | 1–2 |
| Hamburgo                 | 3–1 | 2–3 | 1–0 | 4–0 | 3–0 | 1–1 | 0–1 | 1–0 | —   | 2–0 | 1–3 | 2–2 | 4–0 | 5–0 | 2–0 | 2–0 | 0–0 | 3–2 |
| Hertha Berlín            | 1–2 | 0–0 | 2–4 | 2–2 | 1–1 | 0–0 | 1–0 | 0–1 | 1–4 | —   | 0–2 | 1–1 | 2–4 | 1–2 | 0–2 | 0–0 | 2–3 | 0–0 |
| Kaiserslautern           | 2–1 | 2–1 | 4–1 | 2–2 | 2–3 | 2–2 | 1–1 | 0–0 | 1–0 | 4–3 | —   | 3–2 | 3–1 | 1–0 | 2–0 | 2–0 | 1–1 | 1–0 |
| Karlsruher               | 2–0 | 2–3 | 3–2 | 1–2 | 3–2 | 1–1 | 2–2 | 1–1 | 2–2 | 3–0 | 4–2 | —   | 2–0 | 1–1 | 0–0 | 2–0 | 1–3 | 1–1 |
| Núremberg                | 1–0 | 0–1 | 3–2 | 1–1 | 2–2 | 0–4 | 0–2 | 3–0 | 3–1 | 1–4 | 1–4 | 0–0 | —   | 5–2 | 0–1 | 1–1 | 4–2 | 2–3 |
| St. Pauli                | 1–0 | 0–0 | 3–3 | 0–2 | 1–1 | 2–0 | 1–1 | 2–3 | 0–2 | 2–2 | 1–0 | 2–0 | 0–0 | —   | 2–2 | 1–1 | 1–1 | 0–0 |
| Stuttgart                | 0–2 | 0–3 | 2–2 | 7–0 | 1–1 | 3–2 | 2–1 | 1–1 | 2–0 | 4–0 | 2–2 | 2–2 | 2–1 | 2–1 | —   | 3–1 | 1–4 | 0–1 |
| Bayer 05 Uerdingen       | 1–1 | 1–1 | 4–1 | 1–3 | 1–1 | 0–3 | 2–3 | 1–2 | 0–0 | 1–2 | 3–7 | 1–1 | 0–0 | 2–0 | 2–0 | —   | 0–2 | 0–0 |
| Wattenscheid             | 1–2 | 3–2 | 0–4 | 1–1 | 1–1 | 0–3 | 1–0 | 2–0 | 0–1 | 3–1 | 0–0 | 1–1 | 0–1 | 2–2 | 2–2 | 0–0 | —   | 2–0 |
| Werder Bremen            | 1–1 | 1–0 | 2–1 | 1–1 | 3–0 | 2–1 | 1–1 | 3–1 | 3–1 | 6–0 | 1–2 | 2–0 | 0–0 | 1–0 | 0–1 | 4–3 | 1–1 | —   |

## Play-off de ascenso y descenso
| 19 de junio de 1991 | St. Pauli | 1:1 (1:0) | Stuttgarter Kickers | Estadio Wilhelm Koch, Hamburgo                                     |                                                                    |
|                     | Golke 31' | Reporte   | Marin 88'           | Asistencia: 20 500 espectadores Árbitro(s): Karl-Josef Assenmacher | Asistencia: 20 500 espectadores Árbitro(s): Karl-Josef Assenmacher |

| 23 de junio de 1991 | Stuttgarter Kickers | 1:1 (1:0) | St. Pauli | Neckarstadion, Stuttgart                                   |                                                            |
|                     | Schwartz 25'        | Reporte   | Golke 51' | Asistencia: 32 000 espectadores Árbitro(s): Werner Föckler | Asistencia: 32 000 espectadores Árbitro(s): Werner Föckler |

Partido desempate
| 29 de junio de 1991 | Stuttgarter Kickers                     | 3:1 (3:1) | St. Pauli  | Parkstadion, Gelsenkirchen                                      |                                                                 |
|                     | Vollmer 21' · Cayasso 35' · Fengler 42' | Reporte   | Knäbel 37' | Asistencia: 18 000 espectadores Árbitro(s): Hans-Peter Dellwing | Asistencia: 18 000 espectadores Árbitro(s): Hans-Peter Dellwing |

St. Pauli descendió a la 2. Bundesliga tras empatar 2-2 en el global de la serie y perder 3-1 en el partido desempate.

## Estadísticas

### Goleadores
| Jugador          | Equipo             | Goles |
| ---------------- | ------------------ | ----- |
| Roland Wohlfarth | Bayern Múnich      | 21    |
| Jan Furtok       | Hamburgo           | 20    |
| Andreas Möller   | Borussia Dortmund  | 16    |
| Thomas Allofs    | Fortuna Düsseldorf | 15    |
| Wynton Rufer     | Werder Bremen      | 15    |